# Nothria abyssala
Nothria abyssala är en ringmaskart som beskrevs av Imajima 1989. Nothria abyssala ingår i släktet Nothria och familjen Onuphidae. Inga underarter finns listade i Catalogue of Life.